# Abominog
Abominog — музичний альбом гурту Uriah Heep. Виданий 1982 року лейблом Bronze Records. Загальна тривалість композицій становить 41:48. Альбом відносять до напрямку прогресивний рок,хард-рок.

## Список пісень
UK/European version
1. «Too Scared to Run» — 3:49
2. «Chasing Shadows» — 4:39
3. «On the Rebound» (Ballard) — 3:14
4. «Hot Night in a Cold Town» — 4:03
5. «Running All Night» (with the Lion)" — 4:28
6. «That's the Way That It Is» — 4:06
7. «Prisoner» — 4:33
8. «Hot Persuasion» — 3:48
9. «Sell Your Soul» — 5:25
10. «Think It Over» — 3:42

North American version
1. «Too Scared to Run» — 3:49
2. «On the Rebound» — 3:14
3. «Chasing Shadows» — 4:39
4. «Prisoner» — 4:33
5. «Sell Your Soul» — 5:25
6. «That's the Way That It Is» — 4:06
7. «Think It Over» — 3:42
8. «Hot Night in a Cold Town» — 4:03
9. «Hot Persuasion» — 3:48
10. «Running All Night» (with the Lion)" — 4:28